# 大原重徳
大原 重徳（おおはら しげとみ、1801年11月21日（享和元年10月16日）- 1879年（明治12年）4月1日）は、江戸時代後期から明治期にかけての公卿。権中納言・大原重尹の五男。官位は従二位・権中納言、贈正二位。

## 経歴

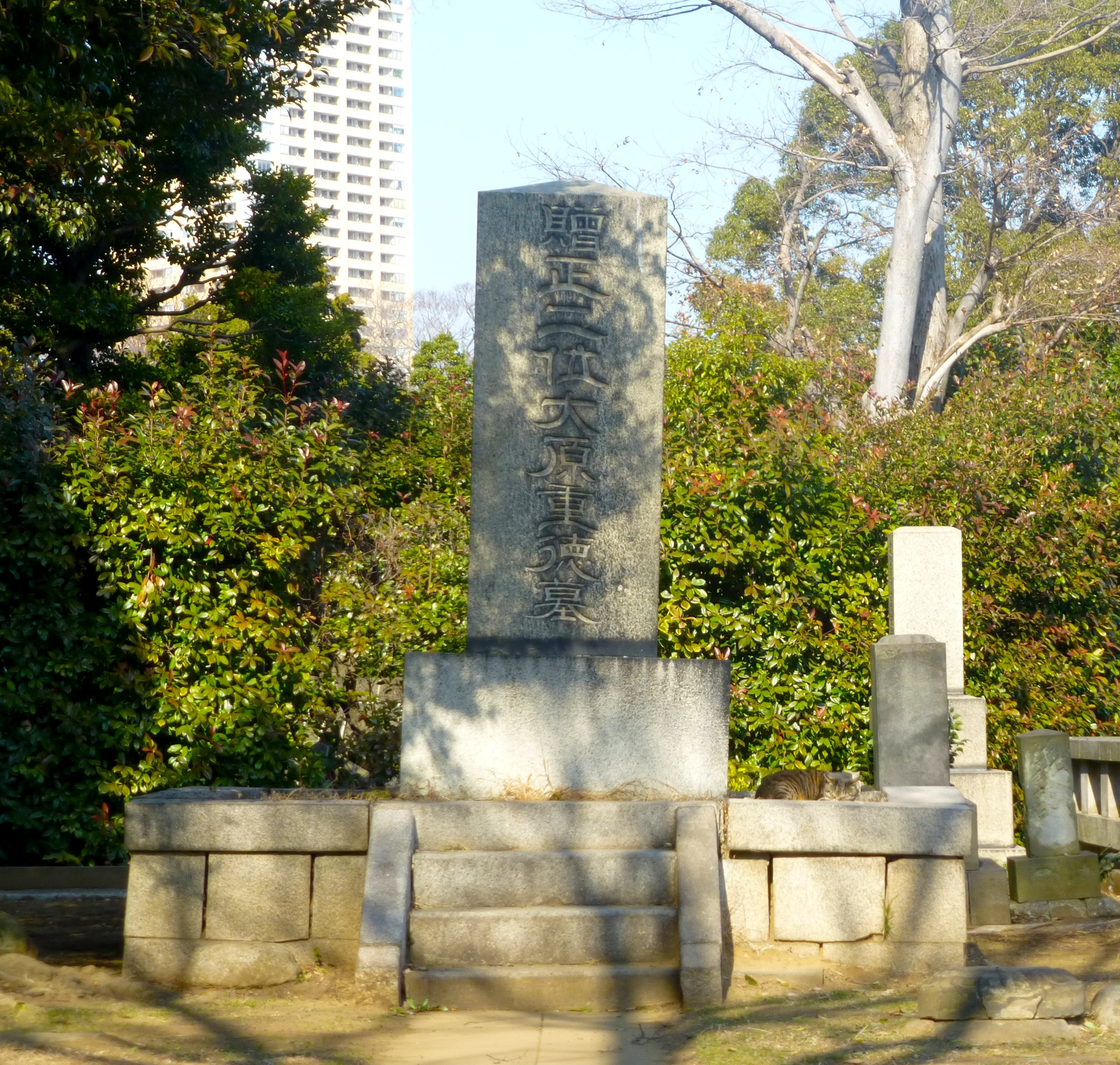
大原重徳の墓

享和元年（1801年）京にて誕生。文化6年（1809年）に光格天皇の御児となり、文化12年（1815年）に宮中に昇り、孝明天皇に重用される。
安政5年（1858年）には日米修好通商条約の調印のための勅許を求めて老中・堀田正睦が上洛すると、岩倉具視らと反対して謹慎させられる。文久2年（1862年）、薩摩藩の島津久光が藩兵を率いて献策のために上洛すると、赦免された重徳は岩倉の推薦で勅使として薩摩藩兵に警備されて江戸へ赴いた。江戸では、薩摩の軍事的圧力を背景に攘夷の決行や、一橋慶喜（徳川慶喜）を将軍後見職、前福井藩主・松平春嶽を政事総裁職に任命することと両名の幕政参加を老中の板倉勝静や脇坂安宅らに迫り、これを飲ませた（文久の改革）。
京都に戻ると国事御用掛などを務める。翌年には同じく朝廷に献策していた長州藩の薩摩藩を批判する内容の勅書を改竄すると罪を問われて辞職する。元治元年（1864年）に赦免され、慶応2年（1866年）には親幕派の中川宮や二条斉敬らの追放を試みるが失敗して幽門させられる。
後に許されて、明治元年（1868年）には従二位・権中納言に進み、参与・議定など新政府の役職を務め、明治12年（1879年）に薨去、享年79。同年4月3日、贈正二位。

## 官職および位階等の履歴
※日付は明治3年記述までは旧暦
- 文化2年（1805年）4月7日、従五位下に叙位。
- 文化12年（1815年）12月19日　元服し、昇殿を聴され、従五位上に昇叙、大和権介に任官。
- 文化15年（1818年）1月22日、正五位下に昇叙、大和権介如元。
- 文政3年（1820年）3月19日、左馬頭に転任。
- 文政4年（1821年）1月22日、従四位下に昇叙、左馬頭如元。
- 文政7年（1824年）1月12日、従四位上に昇叙、左馬頭如元。
- 文政9年（1826年）8月30日、侍従を兼任。
- 文政13年（1830年）
  - 4月8日、右近衛権少将に転任、左馬頭如元。
  - 改元して天保元年12月19日　院（光格上皇）別当を兼帯。
- 天保2年（1831年）
  - 9月20日　右近衛権中将に転任、左馬頭如元。
  - 12月19日、従三位に昇叙、散三位となる。
- 天保6年（1835年）4月23日、正三位に昇叙。
- 文久2年（1862年）
  - 5月9日、左衛門督に任官。
  - 12月9日、朝廷内に国事御用掛を設置するに伴い兼帯。
- 文久3年（1863年）2月23日、蟄居落餝。これに伴い、国事御用掛を解職。
- 文久4年（1864年）1月9日、還俗し、正三位に復位。
- 慶応3年（1867年）
  - 9月27日、参議に補任。
  - 10月23日、従二位に昇叙し、参議如元。
- 慶応4年（1868年）
  - 2月20日、明治政府（以下この年のみ政府を付す）参与に就任。
  - 3月20日、権中納言に転任。
  - 4月15日、政府笠松裁判所総督を兼任。
  - 4月25日、笠松裁判所総督を辞す。
  - 閏4月21日、政府参与を辞す。
  - 閏4月23日、政府刑法官知事に就任。
- 明治2年（1869年）
  - 4月25日、刑法官知事を辞す。
  - 5月2日、議政官たる上局議定に就任。
  - 5月15日、上局議長に就任（前任者は山内豊信）。
  - 7月9日、上局議長を辞す。
  - 9月4日、集議院（上局）長官に就任。
- 明治3年（1870年）閏10月17日、集議院（上局）長官を辞し、麝香間祗候となる。
- 明治6年（1873年）1月17日、隠居[1]。
- 明治12年（1879年）4月1日、薨去。享年79。同月3日、贈正二位。

## 系譜
- 父：大原重尹
- 母：唐橋光子 - 唐橋在家の娘
- 養父：大原重成
- 妻：不詳
  - 男子：大原重実（1833-1877） - 綾小路有長の養子
  - 三男：大原重朝（1846-1918） - 大原重実の養子
  - 男子：大原重克